# Isomorfismklass
En isomorfismklass eller isomorfiklass är en samling matematiska objekt isomorfa med ett särskilt matematiskt objekt. En matematisk struktur består vanligtvis av en mängd och några matematiska relationer och operationer definierade på denna mängd. En isomorfiklass är alltså en ekvivalensklass under relationen att vara isomorf.
Isomorfismklasser definieras ofta om den exakta identiteten hos elementen i mängden anses vara irrelevanta, och om man vill studera egenskaperna hos strukturen hos det matematiska objektet. Exempel på detta är ordinaler och grafer.